# Euploea faber
Euploea faber är en fjärilsart som beskrevs av Zincken-sommer 1831. Euploea faber ingår i släktet Euploea och familjen praktfjärilar. Inga underarter finns listade i Catalogue of Life.